# Sabine Becker (Chemikerin)

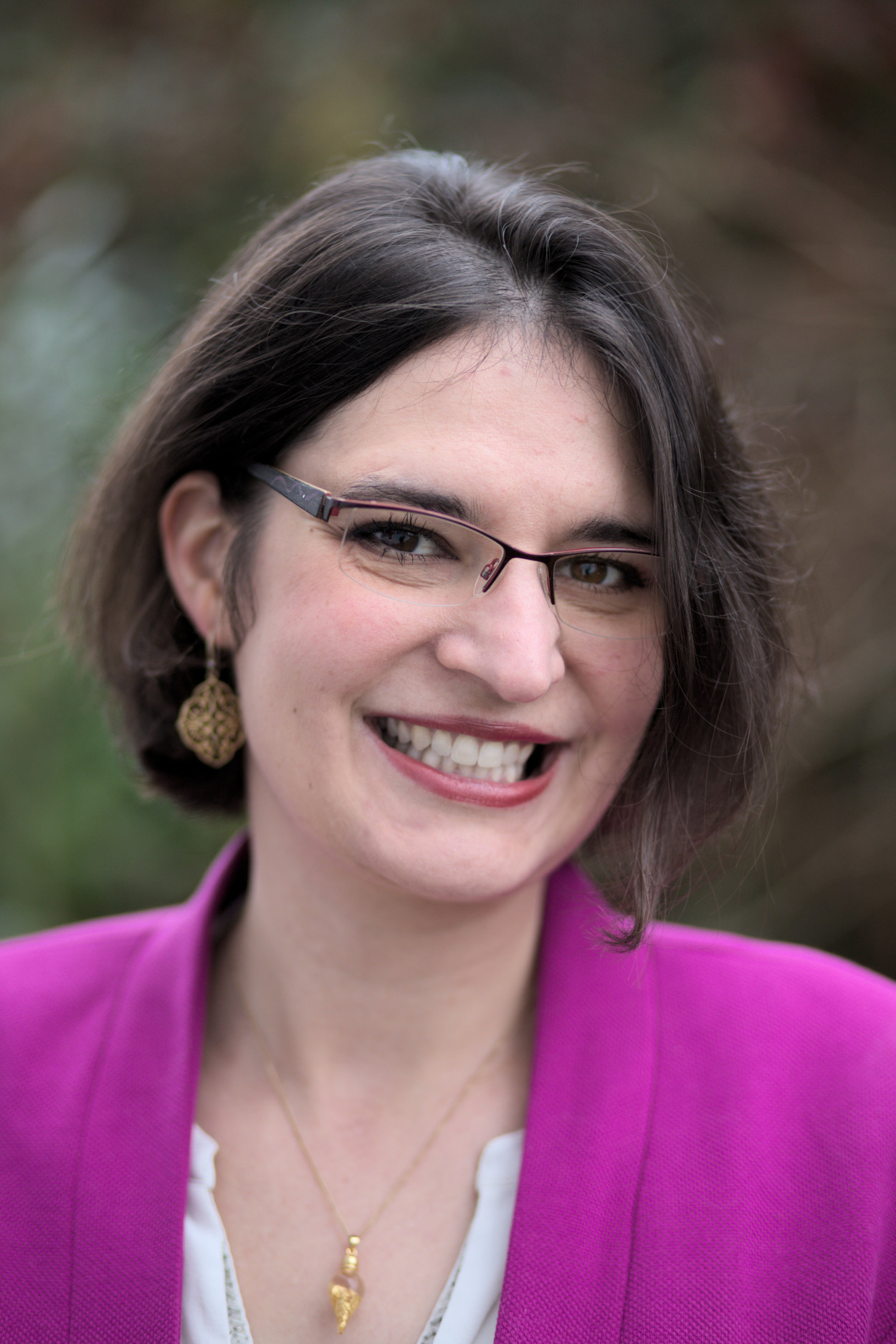
Sabine Becker (2023)

Sabine Becker (geb. Löw; * 1986 in Gießen) ist eine deutsche Chemikerin und Hochschullehrerin sowie stellvertretende Präsidentin der Gesellschaft Deutscher Chemiker.

## Leben
Becker studierte von 2005 bis 2010 an der Justus-Liebig-Universität Gießen (JLU), wo sie 2008 den Bachelor of Science und 2010 den Master of Science in Chemie erwarb. In ihrer anschließenden Promotion in der Gruppe von Siegfried Schindler an der JLU untersuchte sie im Rahmen der Komplexchemie die Bildung, Reaktivität und Charakterisierung von Kupfer-Cluster-Komplexen. Im Jahr 2011 erhielt Becker zu ihrer Promotion ein Promotionsstipendium des Fonds der chemischen Industrie. Im Jahr 2014 wurde sie zum Dr. rer. nat. promoviert (mit summa cum laude).
Anschließend arbeitete Becker an der JLU als Postdoc in der gleichen Arbeitsgruppe und forschte auf dem Gebiet der Anorganischen Chemie weiter. Von 2015 bis 2017 erhielt sie das Leopoldina Postdoc-Stipendium der Deutschen Akademie der Naturforscher Leopoldina zur Fachrichtung Anorganische Chemie und Bioanorganische Chemie für einen Auslandsaufenthalt. Während ihres Auslandsaufenthaltes schloss sie sich der Arbeitsgruppe von Stephen J. Lippard am Massachusetts Institute of Technology (USA) an, wo sie unter anderem über die Modulation neurologischer Prozesse durch Zinkionen forschte. In ihrer dortigen Forschung beschäftigte sie sich insbesondere mit der Synthese von „Zink-Transportern“, mit denen Zink selektiv in ausgewählte Zellorganellen transportiert und dort freigesetzt werden kann.
Im Jahr 2017 nahm Becker den Ruf auf eine Juniorprofessur für Anorganische Chemie an der Technischen Universität Kaiserslautern (ab 2023 Rheinland-Pfälzische Technische Universität Kaiserslautern-Landau (RPTU)) an. Von 2020 bis 2023 erhielt sie den Klaus Tschira Boost Fund der Klaus Tschira Stiftung (KTS) und German Scholars Organization (GSO). Seitdem ist sie als Alumni im Netzwerk der KTS und GSO aktiv. Von April bis Juni 2022 war sie als Gastprofessorin für Bioanorganische Chemie an der Fakultät für Chemie der Universität Wien tätig. Im Jahr 2023 nahm Becker den Ruf auf eine W2-Professur für Anorganische Chemie an der RPTU in Kaiserslautern an. Sie ist außerdem seit 2024 Mitglied im Vorstand der Gesellschaft Deutscher Chemiker (GDCh) und amtierende Vizepräsidentin der GDCh.

## Forschungsleistungen
An der RPTU konzentriert sich die Forschung von Becker und ihrer Arbeitsgruppe einerseits auf die Katalyse mittels mehrkerniger Kupfer- und Eisenkomplexe sowie Darstellung und Untersuchung reversibel photoschaltbarer Komplexe und andererseits auf die Darstellung von Chelatoren und Fluoreszenzsensoren zur Untersuchung von Metallionen im zentralen Nervensystem. Eines ihrer Forschungsergebnisse ist die Entwicklung eines Katalysators, mit dem sich auf einfache Weise Adipinsäure herstellen lässt, eine wichtige Grundchemikalie für die Industrie.
Becker ist beteiligte Wissenschaftlerin an verschiedenen Projekten, die von der Deutschen Forschungsgemeinschaft (DFG) gefördert werden. Sie war Teilprojektleiterin Multinukleare d-Metall Komplexe für katalytische multi-Elektronen Redoxreaktionen der DFG (Projektnummer 142808194), welches von 2019 bis 2022 gefördert wurde. Darin wurde insbesondere die funktionale Kooperativität von µ4-oxido Kupfer Clustern untersucht. Das Teilprojekt korreliert strukturelle Eigenschaften und Ligandeneffekte mit elektronischen Eigenschaften, um ein tieferes Verständnis von kooperativen Effekten zu gewinnen, die durch die Kopplung der Metallzentren entstehen. Seit 2024 ist sie im DFG beförderten Graduiertenkollegs 2908 Wertstoff Abwasser (WERA) - Rückgewinnung kritischer Rohstoffe am Beispiel Phosphor als beteiligte Wissenschaftlerin tätig.
Im Rahmen ihrer universitären Lehrtätigkeit hat Becker eine neue interdisziplinäre Veranstaltung für das Masterstudium entwickelt, die fünf Fachbereiche bzw. deren Studierende zusammenführt. Im Sommersemester 2023 ging ihr Modul Interdisziplinäres Symposium zur Nachhaltigkeit an der RPTU in Kaiserslautern an den Start. Im Mittelpunkt steht das Thema „Nachhaltigkeit“. Dabei sind aktuelle und interdisziplinäre (Forschungs-)Aspekte zum Thema Nachhaltigkeit der Inhalt dieser Veranstaltung. Im Rahmen dieser Veranstaltung organisieren und erarbeiten die Studierenden eigenständig Experimentalvorträge und Poster zu den behandelten Themen auf Oberstufenniveau und stellen diese in einem abschließenden Symposium Schulklassen aus der Region vor. Gemeinsam mit Johann-Nikolaus Seibert hat sie die Weihnachtsvorlesung am Fachbereich Chemie der RPTU in Kaiserslautern nach längerer Pause im Jahr 2024 wieder aufgenommen und weitergeführt.

## Veröffentlichungen (Auswahl)
- mit Oliver A. Müller, Marcel J. P. Schmitt, Christoph Riehn: A Reversibly Photoswitchable Zinc Metallocycle based on Azobenzene. In: European Journal of Inorganic Chemistry. 2024, doi:10.1002/ejic.202400500 (englisch).
- mit Raphael I. Petrikat, Justin Hornbogen, Marcel J. P. Schmitt, Emma Resmann, Christina Wiedemann, Nesrin I. Dilmen, Heinrich Schneider, Annika M. Pick, Christoph Riehn, Rolf Diller: A Photoswitchable Metallocycle Based on Azobenzene: Synthesis, Characterization, and Ultrafast Dynamics. In: Chemistry - A European Journal. 2024, doi:10.1002/chem.202400205 (englisch).
- mit Raphael I. Petrikat, Sophie T. Steiger, Elham Barani, Pit J. Boden, Maximilian E. Huber, Mark R. Ringenberg, Gereon Niedner-Schatteburg, Karin Fink: Cooperativity-Driven Reactivity of a Dinuclear Copper Dimethylglyoxime Complex. In: Chemistry - A European Journal. Band 29, 2023, doi:10.1002/chem.202203438 (englisch).
- mit Christopher Gawlig, Siegfried Schindler: One-Pot Conversion of Cyclohexane to Adipic Acid Using a µ4-Oxido-Copper Cluster as Catalyst Together with Hydrogen Peroxide. In: European Journal of Inorganic Chemistry. Band 2020, Nr. 3, 2020, S. 226–326, doi:10.1002/ejic.201901052 (englisch).

## Auszeichnungen und Ehrungen
- 2020: Förderpreis für Gleichstellung und Genderaktivitäten der TU Kaiserslautern[20]
- 2012: Vortragspreis, Koordinationschemikertreffen 2012, Dortmund[1]
- 2007: Auszeichnung des Fördervereins „Freunde der chemischen Institute e. V.“ für herausragende Leistungen im Studium[1]